# 金星凌日 (1874年电影)
《金星凌日》（法语：Passage de Venus）是1874年金星凌日的一系列照片。据称，法国天文学家皮埃尔·让森使用他的“旋转摄影器”在日本拍摄了这些照片。
这是互联网电影数据库收录的年代最早的一部电影。